# Habenaria anomaliflora
Habenaria anomaliflora är en orkidéart som beskrevs av Hubert Kurzweil och Chantanaorr. Habenaria anomaliflora ingår i släktet Habenaria och familjen orkidéer. Inga underarter finns listade i Catalogue of Life.